# الغرزة (أمانة العاصمة)

تعديل مصدري - تعديل

الغرزة هي إحدى قرى مديرية بني الحارث التابعة لمحافظة أمانة العاصمة صنعاء اليمنية، بلغ تعداد سكانها 1578 نسمة حسب الإحصاء الذي جرى عام 2004.